# هولدن وی‌ایکس کمودور

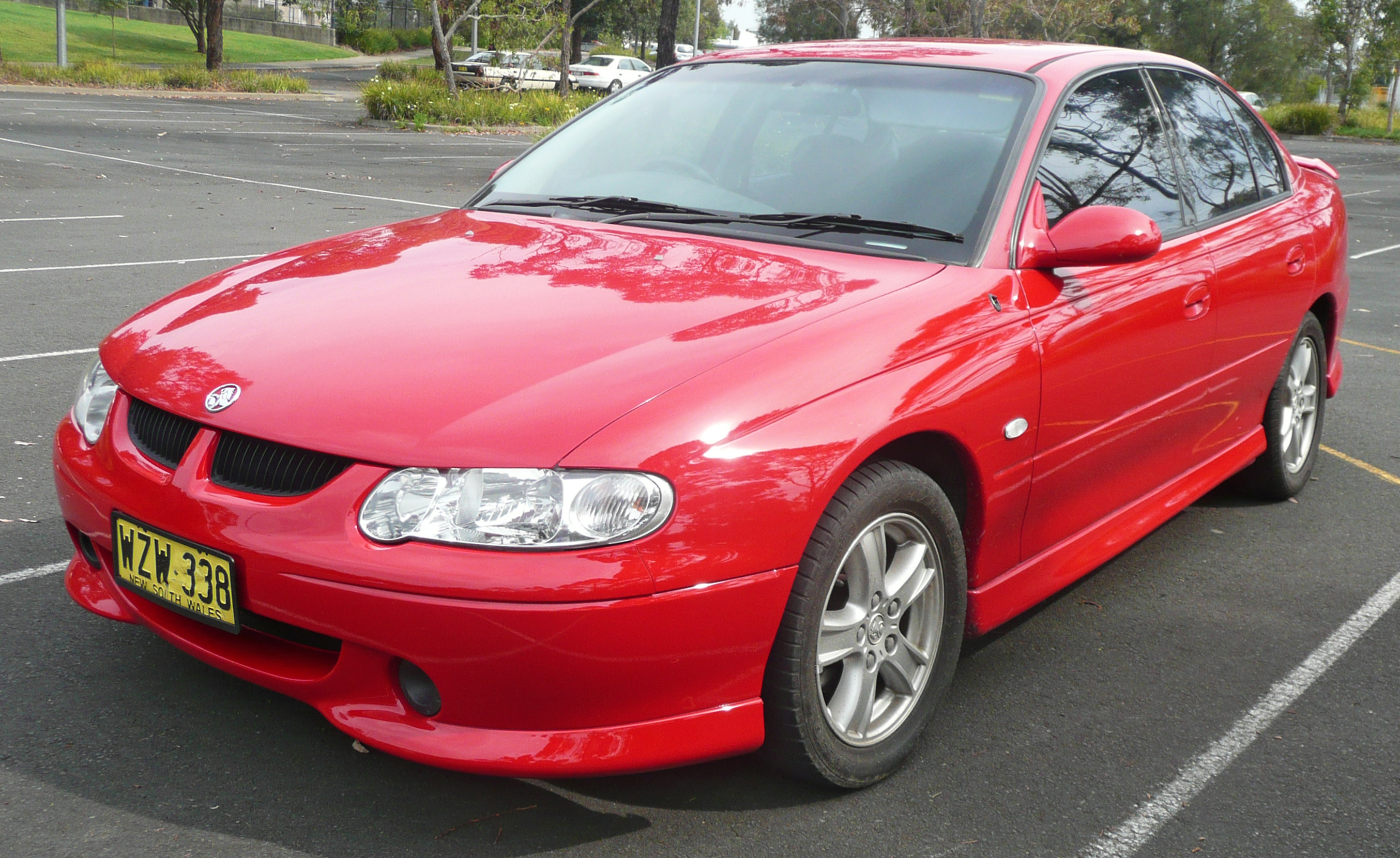

هولدن وی‌ایکس کمودور (Holden VX Commodore) خودرویی است که در سال‌های ۲۰۰۰ تا ۲۰۰۲در استرالیا تولید شده‌است.
این خودرو در کلاس خودرو سایز بزرگ قرار گرفته و طول آن در حالت طبیعی ۴٬۸۹۱ میلیمتر (۱۹۲٫۶ اینچ) و عرض آن در حالت طبیعی ۱٬۸۴۲ میلیمتر (۷۲٫۵ اینچ) است. سیستم جعبه‌دندهٔ آن ۶ دنده به دو صورت خودکار و دستی است.

## نگارخانه

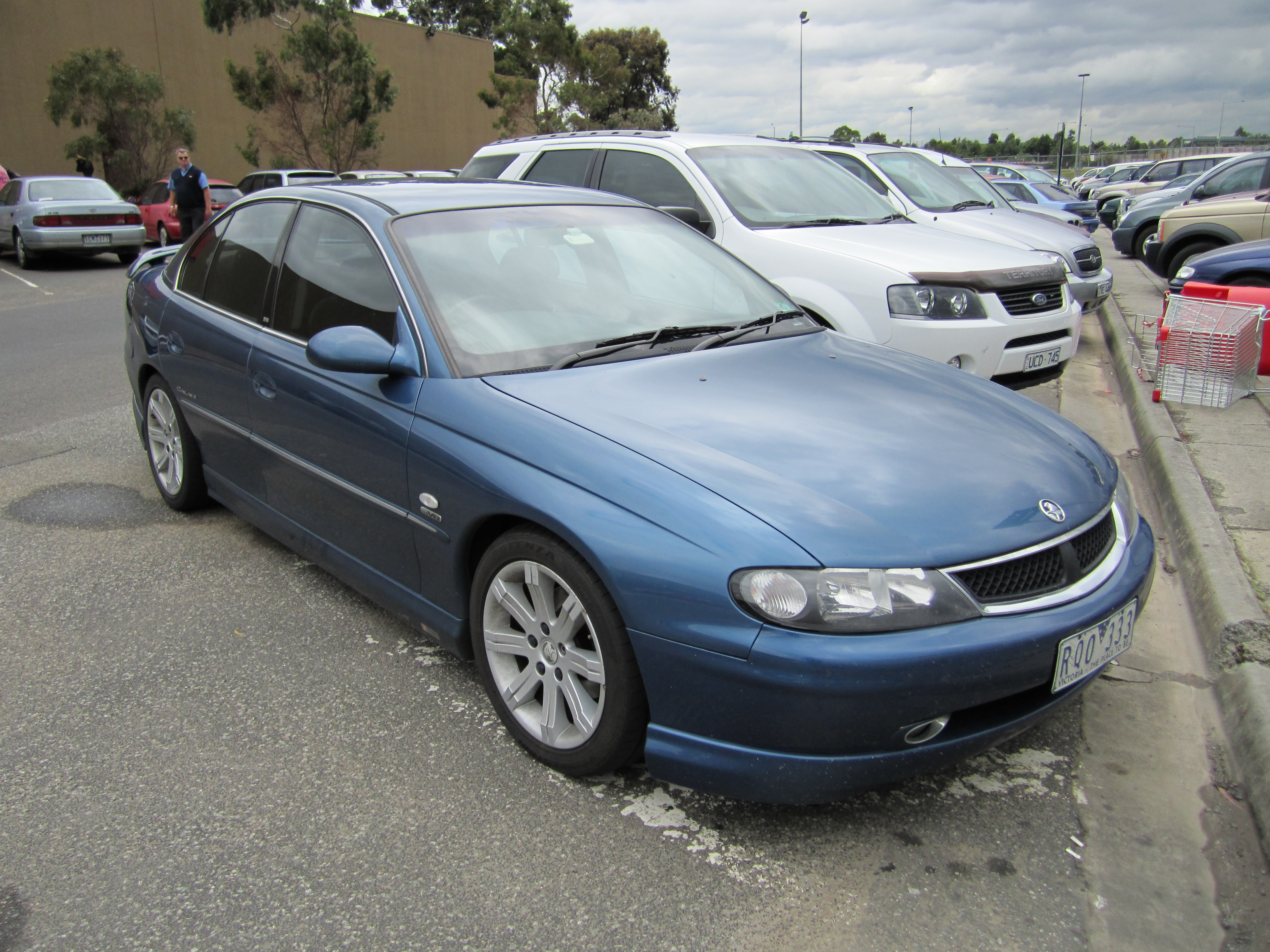
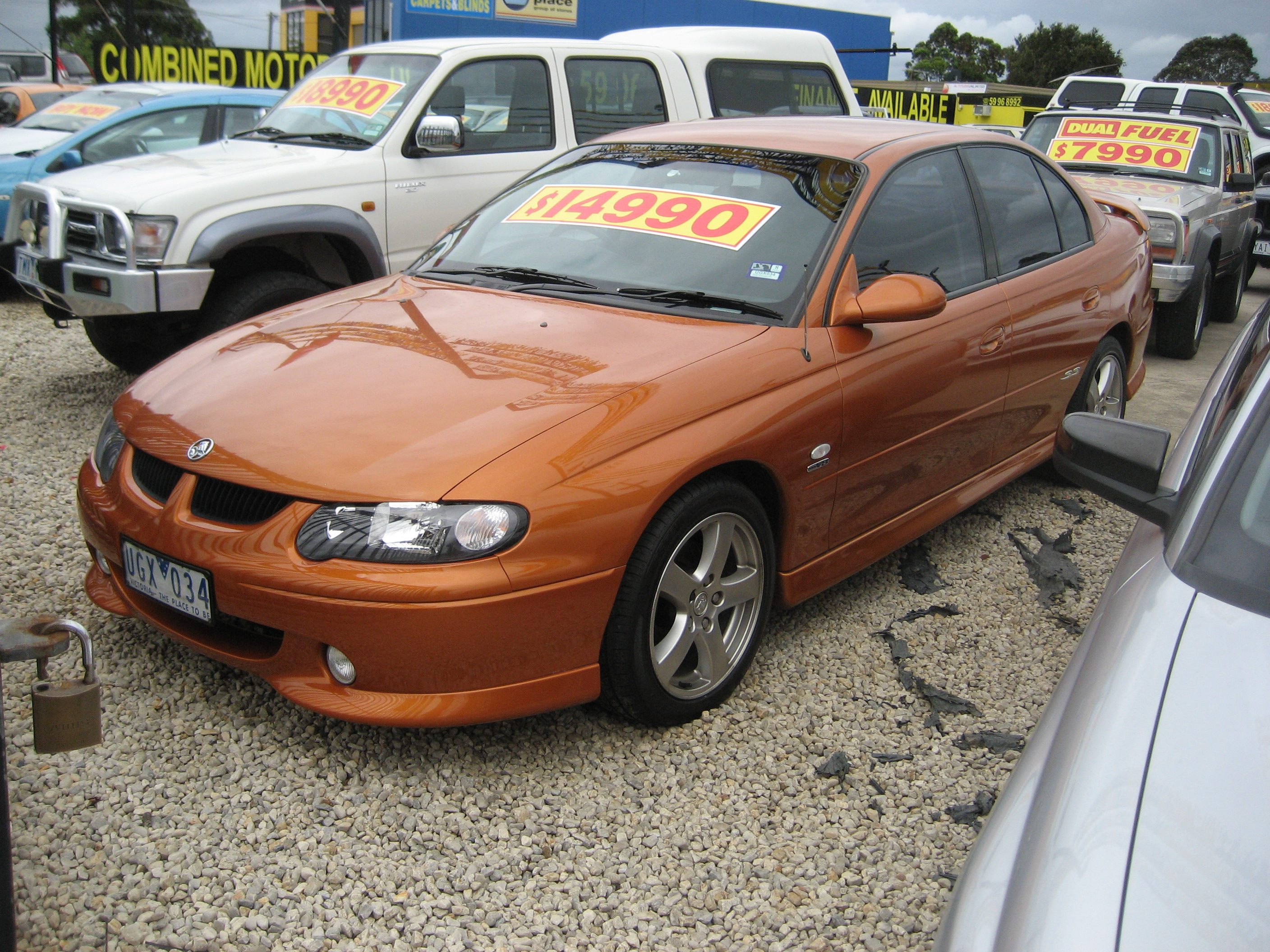